# 長野県道113号粟野御供線
長野県道113号粟野御供線（ながのけんどう113ごう あわのおどもせん）は、長野県下伊那郡阿南町を走る一般県道。

## 概要

### 路線データ
- 起点：下伊那郡阿南町大字富草字粟野（長野県道242号粟野門島停車場線交点）
- 終点：下伊那郡阿南町大字北条字御供（長野県道1号飯田富山佐久間線交点）

## 交差・接続する道路
- 長野県道242号粟野門島停車場線 - 下伊那郡阿南町大字富草字粟野（起点）
- 長野県道1号飯田富山佐久間線 - 下伊那郡阿南町大字北条字御供（終点）